# نگپروشوو
نگپروشوو (به لاتین: Niepruszewo) یک روستا در لهستان است که در گمینا بوک واقع شده‌است. نگپروشوو ۱٬۲۳۴ نفر جمعیت دارد.